# Stewart P. Evans
Stewart P. Evans est un écrivain britannique. Il est notamment connu pour ses ouvrages sur le tueur en série Jack l'Éventreur.

## Biographie
Stewart P. Evans a été policier pendant plusieurs années dans le comté de Suffolk en Angleterre.

## Œuvres
- (en) Stewart P. Evans, The Lodger : The arrest & escape of Jack the Ripper, Century, 1995, 240 p. (ISBN 978-0-7126-7625-0)
- (en) Stewart P. Evans et Paul Gainey, Jack the Ripper : First American Serial Killer, Kodansha, 1998, 320 p. (ISBN 978-1-56836-257-1)
- (en) Stewart P. Evans et Nicholas Connell, Man Who Hunted Jack the Ripper : Edmund Reid and the Police Perspective, Rupert Books, 2000, 198 p. (ISBN 978-1-902791-05-0)
- (en) Stewart P. Evans et Keith Skinner, The Ultimate Jack the Ripper Sourcebook : An Illustrated Encyclopedia, Londres, Constable and Robinson, 2000 (ISBN 1-84119-225-2)
- (en) Stewart P. Evans et Keith Skinner, The Ultimate Jack the Ripper Companion, 2000
- (en) Stewart P. Evans et Keith Skinner, Jack the Ripper : Letters from Hell, Stroud, Gloucestershire, Sutton Publishing, 2001, 306 p. (ISBN 0-7509-2549-3)
- (en) Stewart P. Evans et Keith Skinner, Jack the Ripper and the Whitechapel Murders, 2002
- (en) Stewart P. Evans, Executioner : The Chronicles of James Berry, Victorian Hangman, Sutton, 2005, 452 p. (ISBN 978-0-7509-3408-4)
- (en) Dan Norder et Stewart P. Evans, Ripper Notes : How the Newspapers Covered the Jack the Ripper Murders, Inklings Press, 2005, 120 p. (ISBN 978-0-9759129-2-8, lire en ligne)
- (en) Dan Norder, Stewart P. Evans et Wolf Vanderlinden, Ripper Notes : Suspects & Witnesses, Inklings Press, 2005, 108 p. (ISBN 978-0-9759129-4-2, lire en ligne)
- (en) Stewart P. Evans et Donald Rumbelow, Jack the Ripper : Scotland Yard Investigates, Stroud, Gloucestershire, Sutton Publishing, 2006, 304 p. (ISBN 0-7509-4228-2)